# Furilazol
Furilazol ist ein Pflanzenschutzmittel aus der Gruppe der 1,3-Oxazolidine.

## Gewinnung und Darstellung
Furilazol kann durch eine mehrstufige Reaktion von 2-Furaldehyd mit Cyanotrimethylsilan, Lithiumaluminiumhydrid, Aceton und Dichloracetylchlorid gewonnen werden.

## Eigenschaften
Furilazol ist ein gelblicher Feststoff, der schlecht löslich in Wasser ist.

## Verwendung
Furilazol wird als Herbizid-Safener verwendet. Es wurde in den 1990er Jahren von Monsanto entwickelt und ab 1995 als Zusatzstoff für Halosulfuron-methyl vermarktet.
In Deutschland, Österreich und der Schweiz sind keine Pflanzenschutzmittel mit diesem Wirkstoff zugelassen.